# 豊里洋
豊里 洋（とよさと ひろし）は日本の編集技師。日本映画学校（現・日本映画大学）卒業。在学中は武重邦夫に師事する。

## 主な作品

### 映画
- 『あんにょん由美香』（2009年）